# Poul Martin Møller
Poul Martin Møller (írói nevén: Poul Martin; Uldum, 1828. március 20. – Koppenhága, 1906. május 23.) dánul és latinul alkotó dán író, költő, filozófus.

## Élete
Egy kistelepülésen született Horsens mellett. Távolabbi ősei jüt parasztok voltak. A parasztsorból apja emelkedett ki, aki a püspökségig vitte.
Poul 1812-ben érettségizett, és 1818-ban már teológus diplomát is megszerezte. Ezután házitanítóként dolgozott, majd 1819-ben (ahogy mondta: „kolostor híján” egy dán kereskedőhajóra szegődött lelkésznek. 1921-ig tartó útjuk a Távol-Keletre vezetett; egyebek közt hónapokig horgonyoztak Kínában.
Hazatérve rövid ideig még filozófiát hallgatott, majd évekig tanított egy középiskolában. 1828–1831 között a filozófia professzora volt Christianiában, 1831 után pedig a Koppenhágai Egyetemen.

## Munkássága
Életében csupán néhány verse, illetve kisebb írása jelent meg az időszaki sajtóban, így hatása eleinte csak barátainak körében bontakozott — ebben a körben azonban már életében valóságos legendává vált. Mivel a barátok között akadt több tekintélyes és befolyásos művész, illetve közszereplő:
- Emil Aarestrup,
- Ludvig Bødtcher,
- Sören Kierkegaard és
- Christian Winther,

közbenjárásukra műveit posztumusz megjelentették, és Møller hirtelen népszerűvé vált.
Külseje deli, egészséges jüt paraszt őseire hajazott, és ezzel ellentétesnek tűnt melankóliára és depresszióra hajlamos természete. E divergens hatások egyfajta eredőjeként írásművészete rendkívül reflektív és egyúttal introvertált, stílusa pedig roppant mulatságos, ironikus.
Legtöbb munkáját fiatalon, az 1810-es években írta; terjedelmesebb műveit a Kínában töltött hónapok alatt. Dániában ez a gazdasági válság, az erőszakos refeudalizáció sivár időszaka volt. Az irodalmi életben a diákos intimitás, az üres akadémikusság és az epigon romantika uralta, nem volt benne hely Møller erőteljes és öntörvényű személyiségének.
Munkássága ez erőteljes, lüktető romantika felől halad a realizmus felé. Fiatalon a népénekesek modorában fordította dánra az Odüsszeia első hat énekét, saját verseiben pedig a szépelgő románcok divatját elvetve konkrét helyzeteket énekelt meg helyenként merészen erotikus fordulatokkal.
Érett korában előbb Goethe követőjévé vált, majd megtagadott minden személytelen filozofálást, elszakadt az evangélikus dán államegyháztól és egyúttal Hegel filozófiájától is. Ezekben az utolsó esztendőkben fogadta őt „szeretett mesterévé” Sören Kierkegaard.

## Fontosabb munkái
- Gondolati szórványok (Strøtanker) — aforizmatikus jegyzetek a kor művészeti és társadalmi állapotairól
- Feljegyzések a kínai útról (Optegnelser fra Chinareisen) — naplószerűen leírt élménybeszámoló
- Az Ølseby-Magle-beli Laegdsgården statisztikai ábrázolása (Statistisk skildring af Laegdsgården i Ølseby-Magle) — az egyik legkisebb dán egyházközség bemutatása a korban szokásos tudálékos-akadémikus államleírások paródiájaként
- Egy dán diák kalandjai (En dansk students eventyr) — legmaradandóbb, befejezetlen műve; tulajdonképpen egy terjedelmes töredék. Ez az első, mai értelemben vett dán regény, amelyben a szerző friss, vonzó hangnemben, máig olvasmányos természetességgel mutat be egy sor, a korra jellemző, tragikomikus alakot.

## Hatása
Dániában máig kiadják műveit; több költeménye kimondottan népszerű.
Az Egy dán diák kalandjai volt Niels Bohr kedvenc regénye.